# Gare de Lahti
La gare de Lahti (en finnois : Lahden rautatieasema est une gare ferroviaire finlandaise située à Lahti.

## Histoire
En 2008, la gare a accueilli  679 000 voyageurs.

## Service des voyageurs

### Desserte

#### Trains régionaux
Lahti est desservi par les trains de banlieue d'Helsinki : les trains Z mènent à la gare centrale d'Helsinki et les trains  G à la Gare de Riihimäki toutes les heures. 
La desserte de la gare de Kouvola est assurée par les trains régionaux de Lahti–Kouvola–Kotka Z et O.

#### Trains longue distance
La gare de Lahti est un croisement où se rejoignent la voie ferrée Kerava–Lahti et la voie Riihimäki–Saint-Pétersbourg. Lahti est aussi le terminus des lignes Lahti–Heinola et Lahti–Loviisa (fi).
En tant que l'un des terminus  de la voie ferrée Kerava–Lahti, tous les services longue distance venant ou allant à Helsinki s'arrêtent à Lahti. 
Après un arrêt à Kouvola, ces trains partent soit sur la ligne Kouvola–Iisalmi vers Kuopio, soit sur la ligne Kouvola–Joensuu vers Imatra ou Joensuu.

#### Trains internationaux
Les trains Allegro entre Helsinki et Saint-Pétersbourg ainsi que les trains Tolstoy entre Helsinki et Moscou s'arrêtent à Lahti.